# Taucherflagge

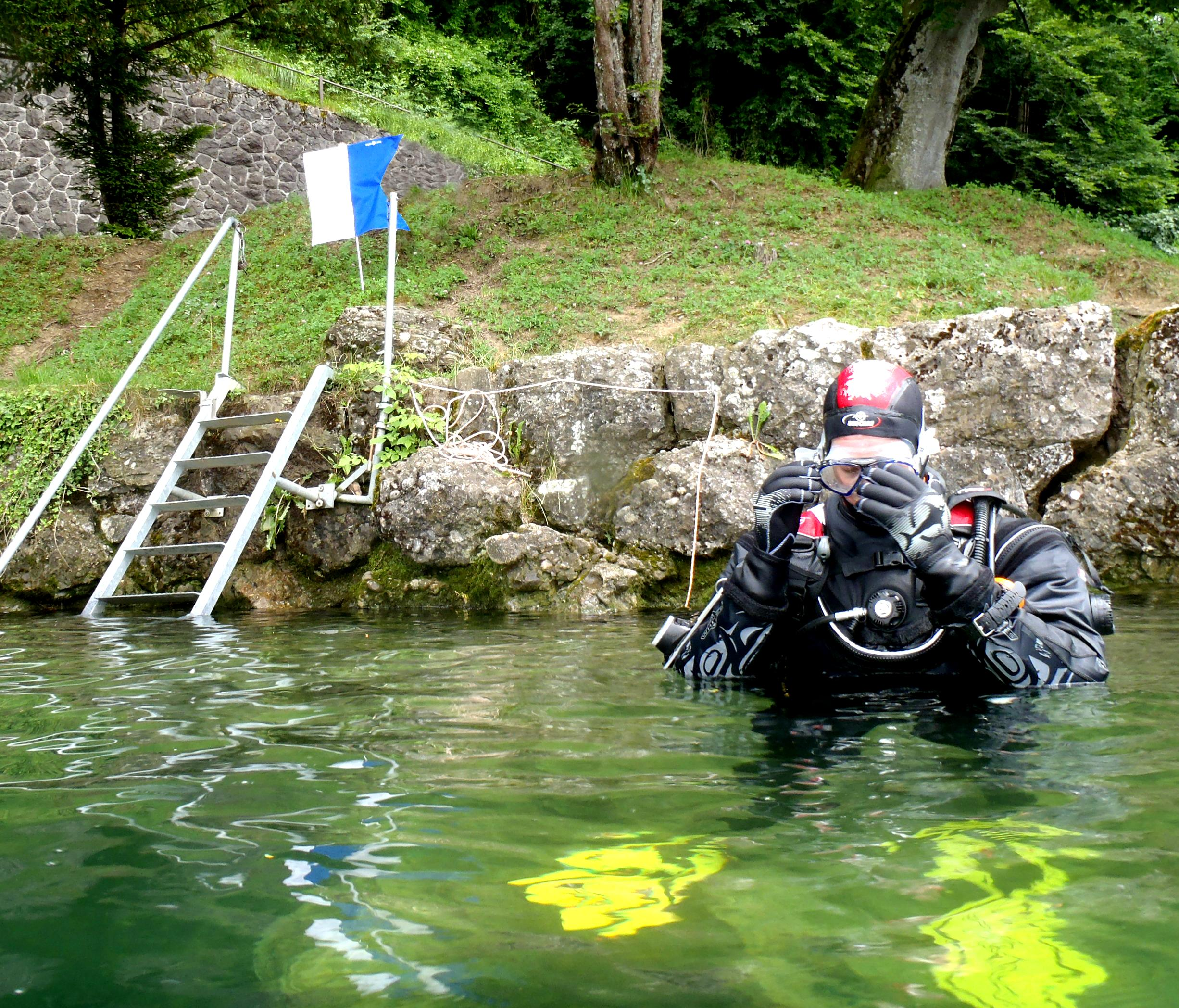
Ein Taucher macht sich vor einer Alpha-Flagge zu einem Tauchgang bereit.

Die Taucherflagge (auch Taucherfahne, Gerätetaucherflagge, rot-weiße-Flagge, Alphaflagge, Alpha-Wimpel oder Doppelstander A genannt) ist ein Schutz- und Warnsignal, welches in Bereichen gesetzt wird, in denen für Taucher im Wasser Gefahr durch Wasserfahrzeuge (Schiffe, Boote, Surfer etc.) besteht.
Die Taucherflagge besteht entweder aus einem blauweißen Stander, der in der Mitte senkrecht geteilt ist oder einer roten Flagge, mit weißer diagonaler Linie.

## Die Alpha-Flagge

Taucherflagge Alpha

Die Alpha-Flagge (Buchstabe A) des internationalen Flaggenalphabets, bedeutet auch: „Ich habe Taucher unten, Abstand halten, bei langsamer Fahrt“. Bei der Flagge Alpha handelt sich um einen Stander, der in der Mitte senkrecht geteilt ist. Die innere Fläche ist weiß, die äußere blau. International regeln die Kollisionsverhütungsregeln (KVR), welche die IMO veröffentlichte, in Regel 27 die Bedeutung der Alpha-Flagge für alle Tauchaktivitäten verbindlich.
In Deutschland ist im Geltungsbereich der Binnenschifffahrtsstraßen-Ordnung die Alpha-Flagge deutlich erkennbar auf dem Taucherfahrzeug zu setzen und nachts zu beleuchten, so dass andere Fahrzeuge vorsichtig und in genügendem Abstand passieren können.
In der Schweiz gilt eine gesetzliche Pflicht für alle Tauchplätze und Taucher, am Ein- und Ausstieg eine vom Wasser her gut sichtbare Alpha-Flagge zu platzieren und nachts zu beleuchten. Wasserfahrzeuge haben einen Abstand von mind. 50 Meter zur Flagge einzuhalten. Die Missachtung dieser Regeln wird mit einer Buße bestraft.
Die Alpha-Flagge gilt auch in Großbritannien, Irland, Australien, Kanada, Neuseeland, Südafrika, und Kenia als offizielles Signal für „Taucher im Wasser“.

## Die amerikanische Michigan-Tauchflagge

Die amerikanische Michigan-Tauchflagge.

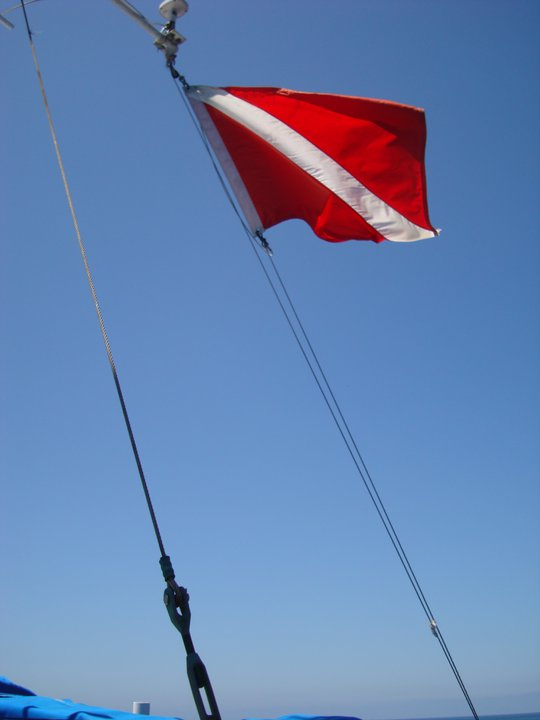
Michigan-Tauchflagge auf einem Boot.

Anfang der 1950er Jahre begann die Verwendung einer anderen Flagge als Tauchsignal. Ausgehend von der Warnfunktion der roten Flagge „Bravo“ (Buchstabe B des internationalen Flaggenalphabets) kreierte Denzel James Dockery aus Michigan eine waagerecht rot-weiß-rot gestreifte Flagge als Warn- und Schutzflagge für Taucher. Wegen der Verwechselungsgefahr mit der Flagge Österreichs wandelte man die weiße waagerechte Linie in eine diagonal verlaufende Linie um. (Eine senkrechte Teilung rot-weiß-rot kam nicht in Frage, da dies bei der US-Navy bereits für die Zahl 7 belegt war.) Die weiße Linie beginnt oben am Mast und endet unten am fliegenden Ende.
Während die Gesetze vieler Bundesstaaten der USA und Kanadas die rot-weiße Michigan-Flagge fordern, benutzt die US Navy nach wie vor die Alpha-Flagge.

## Vorschriften und Akzeptanz
In internationalen Gewässern schreiben die Kollisionsverhütungsregeln (KVR) die Alpha-Flagge vor. Dies gilt auch für die deutschen Seeschifffahrtsstraßen. Im Küstenbereich und in Binngewässern bestehen international verschiedene Vorschriften. Teilweise wird empfohlen, im Zweifelsfall beide Flaggen (Alpha- und „Michigan“-Flagge) zu zeigen. Die „Michigan“-Flagge stellt jedoch – im Gegensatz zur Alpha-Flagge – in den meisten Ländern und in allen internationalen Gewässern kein offiziell anerkanntes Schifffahrtszeichen dar, weshalb ihr vielerorts nur eine dekorative Funktion zukommt.
Die Bedeutung der Taucherflagge ist unter Wassersportlern oft nicht hinreichend bekannt, so dass es immer wieder zu Unfällen und Beinahe-Unfällen kommt.

## Andere Anwendungen
Heute benutzen einige Unternehmen und Organisationen, die im Bereich des Tauchens tätig sind, die Taucherflagge oder eine Abwandlung davon als Logo. Vorwiegend die amerikanische Michigan-Tauchflagge ist auf diversen Tauchausrüstungsgegenständen und Souvenirs zu finden. Aufkleber in den Farben der Tauchfahne benutzen Taucher auch gerne als gegenseitiges Erkennungszeichen auf ihren Fahrzeugen. Tauchplätze werden auf Land- und Seekarten nicht selten mit einem Tauchflaggen-Symbol gekennzeichnet. Die Rockband Van Halen nutzte im Jahr 1982 die Michigan-Tauchflagge auf dem Cover ihres Albums Diver Down. Eine Verwechslungsgefahr besteht zudem mit der Flagge von Barotseland.

Logo des Divers Alert Network (DAN)
Album-Cover von Van Halen
Flagge von Barotseland